# Lazar Car
Lazar Car, hrvaški zoolog, * 3. julij 1860, Sveti Ivan Zelina, † 13. marec 1942, Zagreb.
Gimnazijo je obiskoval v Zagrebu in Varaždinu. Biologijo je študiral v Zagrebu, na Dunaju in v Jeni, kjer je leta 1881 doktoriral iz področja anatomije in biološkega razvoja ptic. Pri proučevanju rakov se je osredotočil na ceponožne rake. Objavljal je članke o biološki klasifikaciji in živalih sladkih vod. Leta 1900 je v Glasniku Hrvatskog prirodoslovnog društva objavil »Resultate einer naturwissenschaftlichen Studienereise«. S to hipotezo je bil med prvimi, ki omenja vlogo planktona pri nastanku nafte v slaniščih. Bil je med soustanovitelji Hrvatskog prirodoslovnog društva. Aktiven je bil tudi na športnem področju. Leta 1882 je v Zagrebu ustanovil Hrvatski sokolski savez. Na njegov predlog  je leta 1919 v Novem Sadu prišlo do združitve vseh sokolskih društev v Sokolski savez Srba, Hrvata i Slovenaca.